# بوگاتا (تگزاس)
بوگاتا، تگزاس(به انگلیسی: Bogata, Texas) شهری در ایالت تگزاس از ایالات جنوبی ایالات متحده آمریکا است. در سرشماری سال ۲۰۰۰، جمعیت این شهر ۱۳۹۶ نفر اعلام شد.